# Bankrrota
Bankrrota fue una banda de Skate Punk formada en el año 2002 en la ciudad de Medellín, Antioquia, Colombia. Entre sus influencias musicales destacan: BigWig, NOFX, Belvedere, Bad Religion, Pennywise, Strung Out, Satanic Surfers, Rise Against, Lagwagon, No Use For A Name, etc. En sus 12 años de trayectoria grabó varios demos y en junio de 2012 lanzaron su primer trabajo discográfico Rebelión. La banda se caracterizó por tener un explosivo performance lo cual les ayudó a ganarse un nombre en la escena local además de abrirle las puertas en varios conciertos en diferentes ciudades de Colombia.

## Miembros
- Juan Fernando "Salchi" Sánchez - Voz
- Andrés "Krbass" Carvajal - Bajo
- Chris Carmona - Guitarra líder
- Felo Hincapié - Guitarra rítmica
- Juan Ochoa - Batería

## Discografía

### CD
- Rebelión (2012) CD

### Demos y EP
- Resurrección (2007) Demo
- Time to Change (2005) Demo
- No Puedo Parar (2003) EP

### Compilados
- 3, 2, 1...Skatepunk!! (2009) - "Nada en que Creer, Resurrection"
- Banda Ancha Rock Festival (2007) - "Sin Animo de Lucro"

- Datos: Q2882668